# Landgericht am Münchner Platz

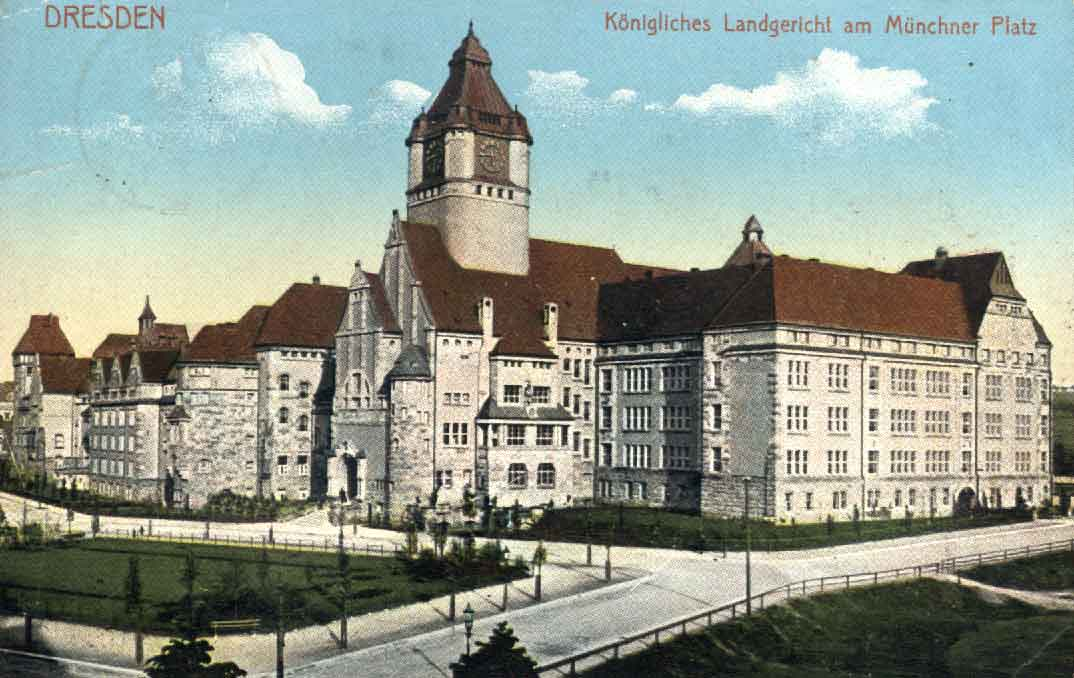
Königlich-Sächsisches Landgericht am Münchner Platz auf einer Postkarte von 1911

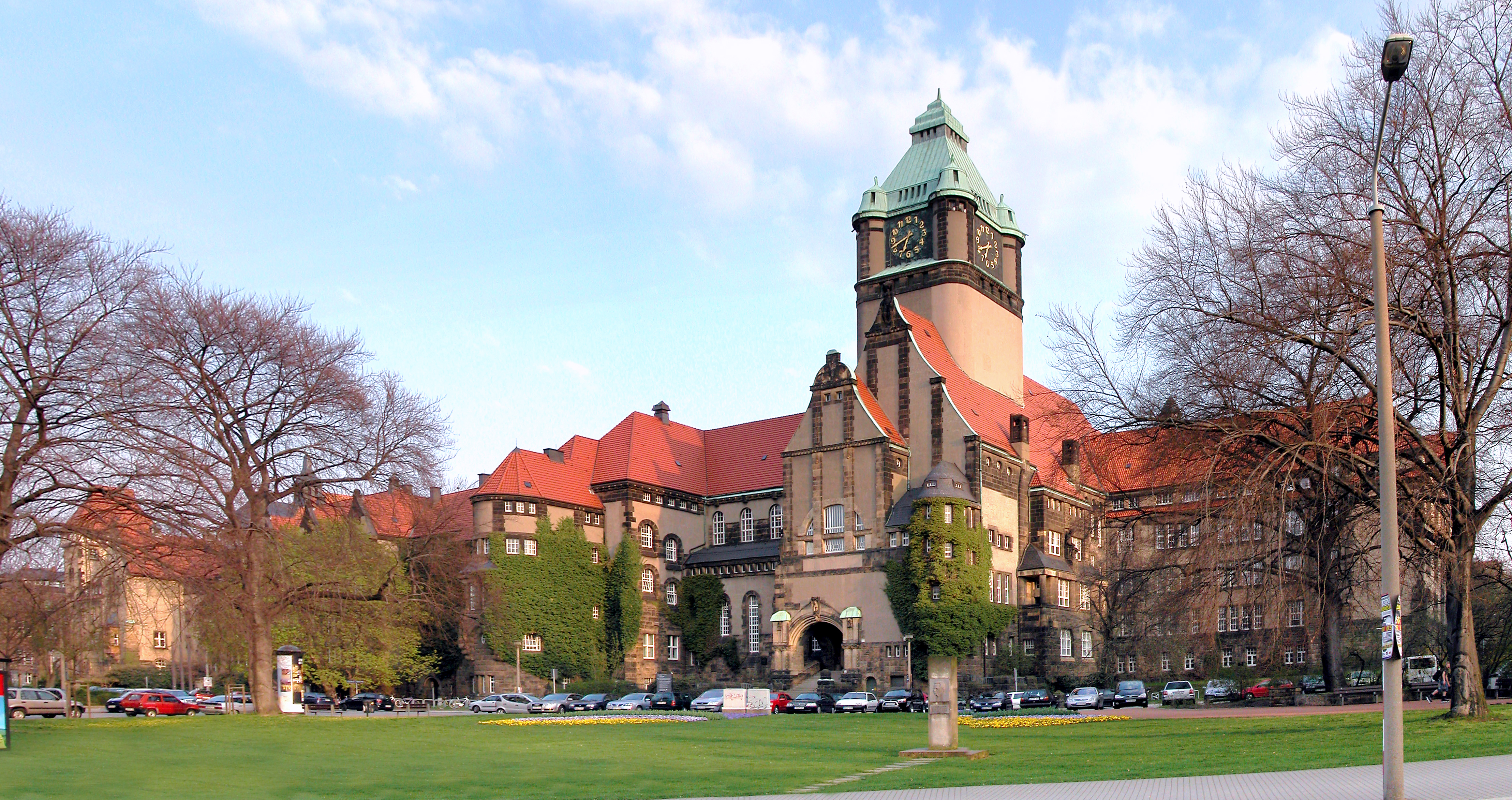
Ansicht vom Münchner Platz aus (2005)

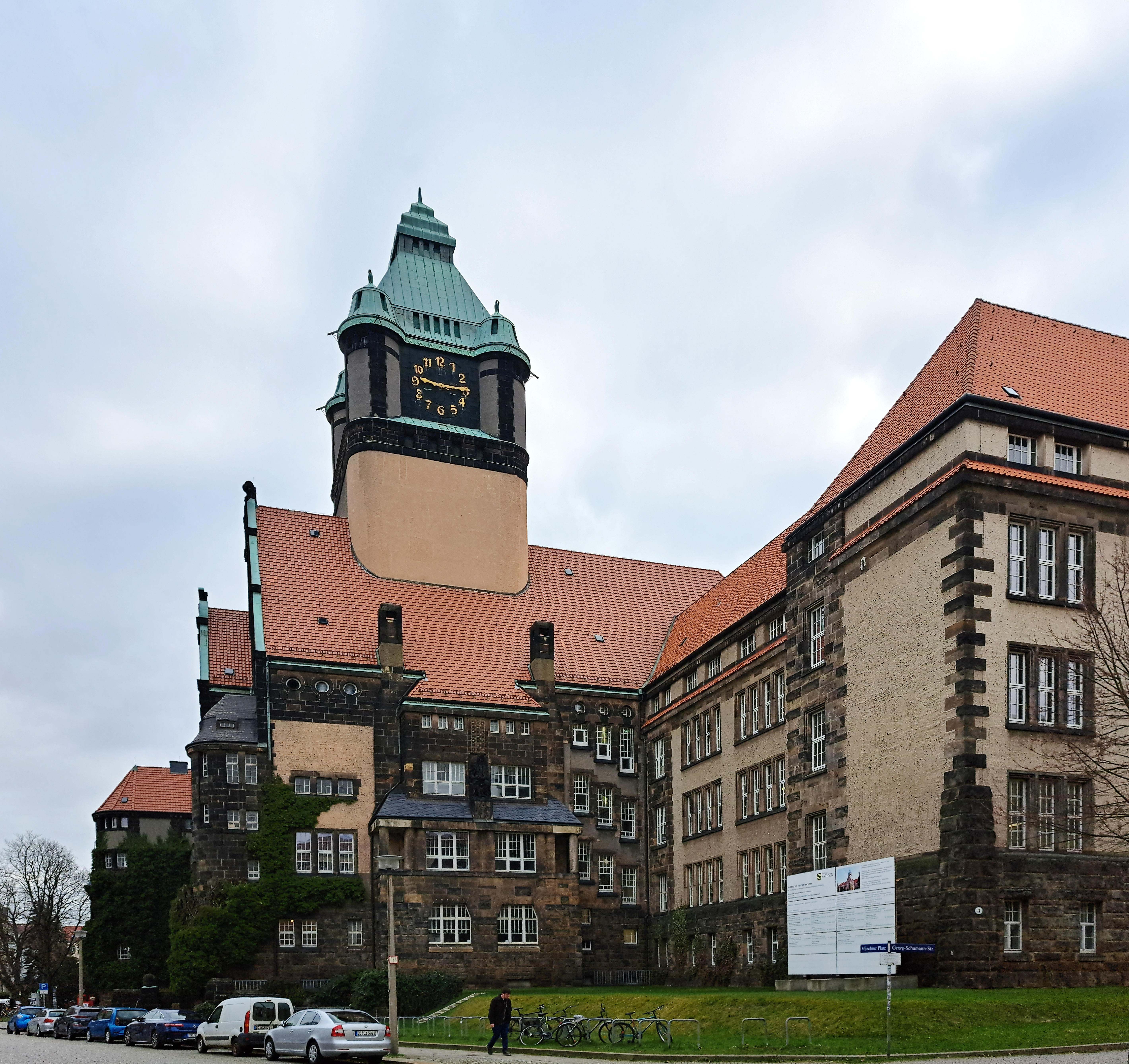
Ansicht von der Georg-Schumann-Straße aus (2023)

Das ehemalige Landgericht am Münchner Platz (korrekt: Justizgebäude am Münchner Platz) in der Stadt Dresden ist ein bedeutendes Bauwerk der Reformbewegung und gleichzeitig ein Beispiel für den Monumentalstil innerhalb der Dresdner Reformarchitektur. In den nachfolgenden fünfzig Jahren bis zur Übergabe des Gebäudes an die damalige Technische Hochschule Dresden im Jahr 1957 war es das gerichtliche Hauptgebäude. Es diente den juristischen Instanzen von immerhin vier aufeinanderfolgenden politischen Systemen. Mit der Übernahme durch die TH Dresden und deren anschließenden Umbau wurde es den Erfordernissen von Lehre und Forschung in den Jahren von 1958 bis 1964 angepasst. Heute gehört der Gebäudekomplex zur Technischen Universität Dresden (TUD) und ist Teil des Campus der TUD (Georg-Schumann-Bau, Hülsse-Bau und Tillich-Bau). Die am 11. Oktober 1959 eingeweihte Gedenkstätte Münchner Platz Dresden gehört zur „Stiftung Gedenkstätten Dresden“.

## Vorgeschichte
In den Jahren von 1876 bis 1879 entstand unter der Leitung des Oberlandbaumeister Adolph Canzler das Gerichtsgebäude an der Pillnitzer Straße in Dresden (mit Untersuchungshaftanstalt im Flügel an der Mathildenstraße, im Volksmund „Mathilde“ genannt, 1945 zerstört). Im Jahr 1880, zeitgleich mit dem Inkrafttreten der neuen Gerichtsverfassungsgesetzgebung des Deutschen Reiches, erfolgte dessen Nutzung als Justizgebäude des sächsischen Oberlandesgerichtes und des Landgerichts Dresden und wurde in Teilen auch von dem Amtsgericht Dresden genutzt.
Mit einem weiteren Gerichtsgebäude nach Plänen des Leipziger Architekten Max Arwed Roßbach entstand an der Lothringer Straße das Königlich Sächsische Amtsgericht Dresden. Das Gebäude ist als Amtsgericht am Sachsenplatz erhalten geblieben und wird auch heute für Justizzwecke genutzt. In DDR-Zeiten diente es ab dem Jahr 1957 als Bezirksgericht Dresden.

Ein weiteres Amtsgerichtsgebäude entstand an der Hospitalstraße in der Inneren Neustadt als Amtsgerichtsgebäude II. Auch dieses Gebäude blieb erhalten und ist heute Sitz des Sächsischen Staatsministerium der Justiz und für Demokratie, Europa und Gleichstellung.
Um die Jahrhundertwende entstanden überall im Deutschen Kaiserreich repräsentative Dienstgebäude für Verwaltung, Dienstleistung und Gerichtsbarkeit, so auch in Dresden, die sich allerdings sukzessive von der Nachahmung älterer Stile lösten. In dieser Reformbewegung entstanden in Dresden Staats- wie öffentliche Bauten, wie:
- Ministerialgebäude am Neustädter Ufer (Architekten Edmund Waldow und Heinrich Tscharmann);
- Schulbauten (Hans Erlwein);
- die Kunstgewerbeschule;
- diverse Kirchenbauten, wie die Zionskirche, die Christuskirche oder
- das Neue Rathaus.

Jedoch reichten die räumlichen Bedingungen für die Justiz trotz der drei bestehenden Amtsgebäude immer noch nicht aus. Denn die Bevölkerung Dresdens entwickelte sich von 177.000 Einwohnern im Jahr 1871 auf eine halbe Million Einwohner im Jahr 1900; damit war Dresden die viertgrößte Stadt im deutschen Reichsgebiet. Hinzu kamen die Eingemeindungen der Dresdner Vororte bis in die 1920er Jahre. Der strukturelle Wandel zur Großstadt beinhaltete auch eine Zunahme der Kriminalität. 
Der gestiegene Bedarf an Räumlichkeiten in den Gerichtsgebäuden und auch an Personal machte deutlich, dass u. a. das Justizgebäude in der Pillnitzer Straße völlig unzulänglich und beengt war. So hatte, als Beispiel, das bestehende amts- und landgerichtliche Gefängnis in der Pillnitzer/Mathildenstraße nur Platz für 80 Untersuchungs- sowie 320 Strafgefangene. Weitere Erweiterungen schieden aus.

## Planungsablauf

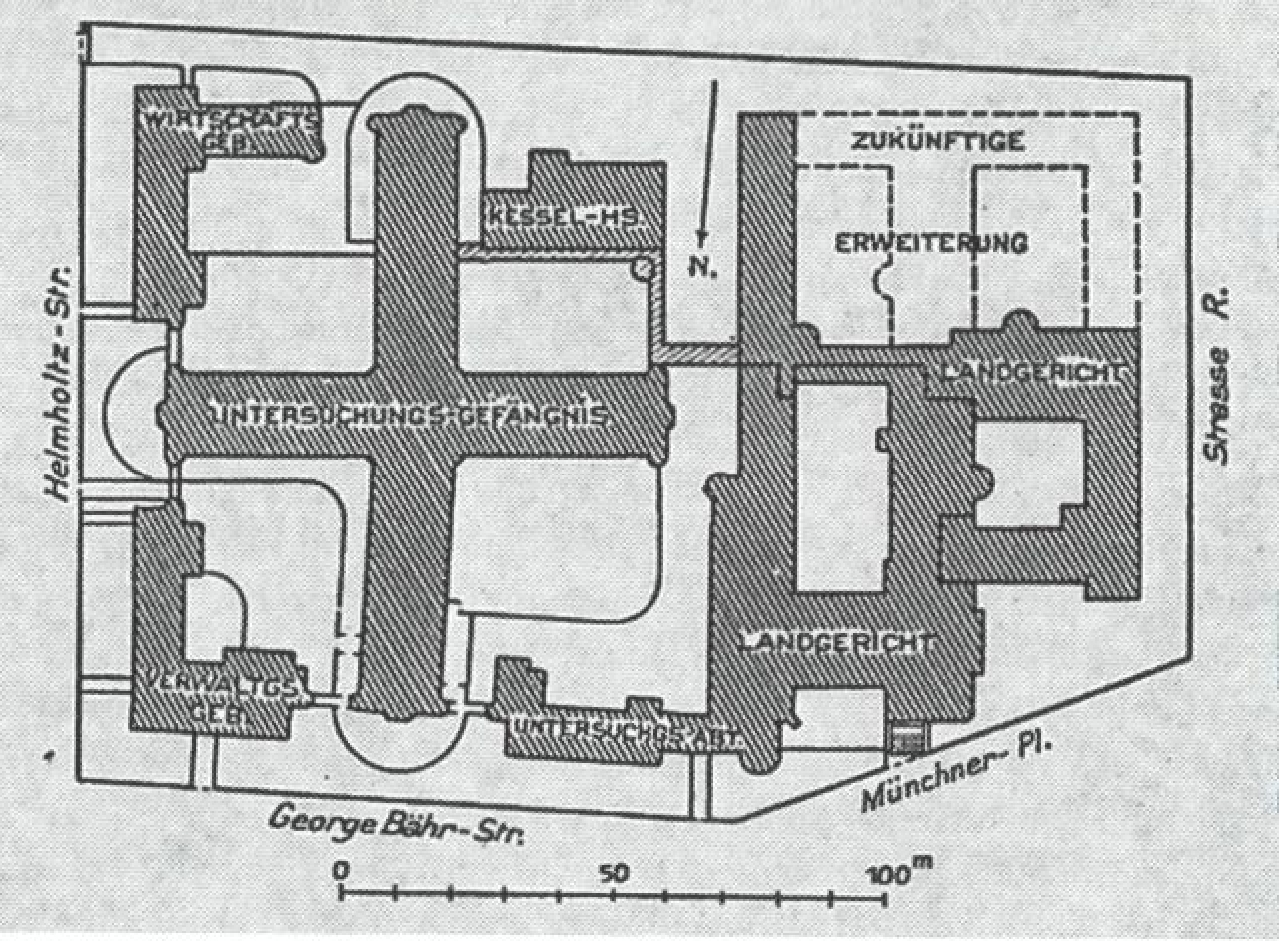
Grundriss Landgericht am Münchner Platz (1906)

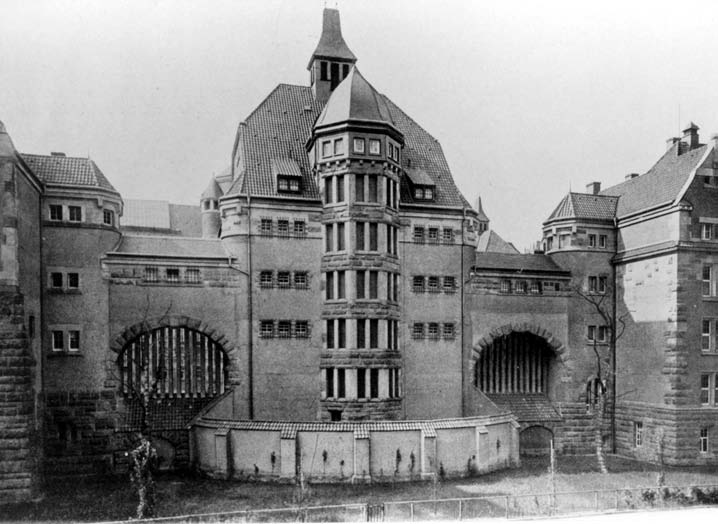
Blick auf den Nordflügel des Gefängnistraktes, im Vordergrund George-Bähr-Straße (um 1908)

### Vorplanungen
Die erkannten und bestätigten Missstände sollten durch entsprechende Neubauten mit funktionalen Zwecken beseitigt werden. Dazu gab am 27. April 1900 an das Justizministerium die sächsische Finanzdeputation A der zweiten Ständekammer des Landtages die Weisung zur Errichtung von zwei neuen Gebäuden (Dresden und Leipzig). Die neuen Gebäude sollten aus Gerichtsgebäude und Untersuchungsgefängnis bestehen, um den Transport der Gefangenen zu umgehen. Das heißt, die neuen Geschäftsstellen der Staatsanwaltschaft und der Landgerichte hatten sich in unmittelbaren Zusammenhang mit dem Untersuchungsgefängnis zu befinden.
Bereits am 3. Mai 1900 wurde von der sächsischen Finanzdeputation A der zweiten Ständekammer des Landtages die Gelder in Höhe von 629 000 Mark für das Areal des neuen Dresdner Gerichtsgebäudes beantragt. Es sollte ein unbebautes Areal am Stadtrand ausgesucht werden. Schon am 7. Mai 1900 wurde im Landtag über den Standort des künftigen Justizgebäudes am Münchner Platz beraten. Die eingeplante Summe für den Landkauf wurde noch unterboten. Für die vorgesehene Fläche des Hanggrundstückes von 2,7 Hektar wurden vom Staatsfiskus 614 235 Mark ausgegeben. Das Areal zwischen dem Münchner Platz und der 40 Meter breiten Münchner Straße und der Helmholtz-, George-Bähr-Straße sowie einer damals unbefestigten Straße (heutige Georg-Schumann-Straße).
Der neue Stadtteil des Schweizer Viertels breitete sich schon bis an den Vorort Plauen aus. Die Bebauung vor der Zerstörung im Februar 1945 bestand aus Einzel- und Reihenhäusern. Stattliche Villen unterstrichen den Anspruch des gehobenen Bürgertums. In unmittelbarer Nachbarschaft hatte die Stadt bereits ein 12 Hektar großes Areal für die TH Dresden bewilligt. In der Zeit von 1900 bis 1905 wurden darauf mehrere Institutsgebäude nach Entwürfen des Architekten Karl Weißbach errichtet.

### Planungsablauf
Ein Vorentwurf für das neue Gerichtsgebäude entstand vom Oberbaurat Karl Schmidt in den Jahren von 1900 bis 1901. Dieser wurde vom Landbauinspektor Oskar Kramer grundlegend überarbeitet. Kramer studierte an der TH Dresden und arbeitete in den Landbauämtern in Chemnitz und Dresden. Er hatte mit mehreren Bauten im Raum Sachsen Erfahrungen erworben. Die Einarbeitung der vielschichtigen Funktionsforderungen wurde von Oberbaurat Gläser ab 1902 durchgeführt. Er übernahm auch die Hauptarbeit am Entwurf. Kramer war für die künstlerische Zuarbeit zuständig.
Der Gesamtentwurf wurde der Finanzbehörde zur Kostenbewilligung vorgelegt. Die erstgenannte Summe von 4.015 Millionen Mark wurde durch mehrere Angleichungen auf 3.932.000 Mark veranschlagt. Die Gesamtkosten betrugen endlich 3,58 Millionen Mark. Bereits im Jahr 1903 waren die Ausführungsunterlagen für den Gefängnistrakt und im Jahr darauf waren die Unterlagen für das eigentliche Justizgebäude fertig gestellt. Im Anschluss begann die Umsetzung der Baumaßnahme.

### Architektur
In dem Zeitraum des folgenreichen Wandels in der Bildenden Kunst und Architektur fiel der Bau des neuen Justizgebäudes. Einen neuen Stil, ohne das Alte zu berücksichtigen, bedeutete eben jene Reformbewegung und gerade in Dresden hielt man noch an der Dresdner Schule im Sinne der italienischen Neorenaissance fest. Mit den monumentalen Bauten erreichte man die Ausdrucksform des Neuen. Weiterhin war es eine besondere Aufgabe, das Hanggrundstück sinnentsprechend baulich zu gestalten. Aber mit verschiedenen Geschosshöhen wurden die ansteigenden Höhenunterschiede ausgeglichen. Aus ökonomischen Zwängen erarbeitete Kramer eine raffinierte Lösung und somit konnten die Verhandlungssäle zum Beispiel in verschiedenen Ebenen betreten werden.

### Funktionalität
In dem Gebäudekomplex sind mehrere Funktionen verbunden. Das wichtigste Hauptfunktionsgebäude war das Landgericht mit dem Anschluss eines Untersuchungsgefängnisses einschließlich Verwaltungs- und Wirtschaftsgebäuden. Die technischen Ausstattungen waren im Kesselhaus und Maschinengebäude untergebracht. Alle Gebäude waren so entworfen, dass die Gebäudekomplexe durch Verbindungen erschlossen wurden, ohne den Hof betreten zu müssen. Die Ausnutzung in kleinen Teilabschnitten und Bögen zwischen den einzelnen Nebengebäuden und eine 4 Meter hohen Gefängnismauer ermöglichten die Zugänge. Der Gebäudekomplex sollte natürlich in einer Wohngegend nicht als Gefängnis erkennbar werden. Deshalb schuf Kramer mit der Installierung von Nebengebäuden, Erkern und Nischen, Übergängen und Bögen einen verdeckt-gefälligen Gesamteindruck.

## Bauphase
Im Anschluss des genehmigten Gesamtentwurfes erfolgte unmittelbar der Baubeginn. Zunächst wurde der Untersuchungsgefängnistrakt errichtet und bereits im November 1906 fertig gestellt. Der Gerichtsgebäudekomplex konnte nach dreijähriger Bauzeit am 3. September 1907 fertig gestellt und übergeben werden. Schon am 10. September fand der erste Prozess im neu errichteten Gebäude statt. Die Ansprüche an die vielseitigen Funktionen wurden mit dem Landgerichtsgebäude mit einem im Anschluss zugänglichen Untersuchungsgefängnis erfüllt. Der Gebäudekomplex verfügte über eine Warmwasserversorgung mit Wärmerückgewinnung.

### Untersuchungsgefängnis
Das Untersuchungsgefängnis war ein vierflügeliges Bauwerk mit einem kreuzförmigen Grundriss. Das innerhalb des Komplexes mittig errichtete Bauwerk wurde von dem Kesselhausgebäude nach Süden und an der Helmholtzstraße mit dem Wirtschaftsgebäude und dem Verwaltungsgebäude nach Osten eingegrenzt. Das Gebäude der Untersuchungsrichterabteilung, in Verlängerung des Landgerichtsgebäudes, schloss auf der George-Bähr-Straße die Eingrenzung ab. Somit war der Kreuzbau des Untersuchungsgefängnisses straßenseitig wenig erkennbar.
Alle Gebäudeteile konnten durch Gänge und Flure untereinander begangen werden. In dem Untersuchungsgefängnis, eingeteilt in drei Männer- und abgetrennt davon einen Frauenflügel (Ostflügel), konnten 550 männliche und 130 weibliche Gefangene in Einzelzellen untergebracht werden. Die Zellen waren an beiden Seiten mit Galerien zu den Ganghallen angeordnet und mit Brücken und Treppen untereinander verbunden. Mittig der Gebäudeflügel befand sich der Lichthof, die sogenannte Mittelhalle und eine freistehende erhöhte Kanzel für das Wachpersonal. Des Weiteren standen den Gefangenen eine Bibliothek, einen Schulungsraum und Besucherräume zur Verfügung. Hofseitig entstanden Flächen in übersichtlicher Anordnung als mit Lindenbäumen bepflanzte Rasenareale.

### Landgerichtsgebäude

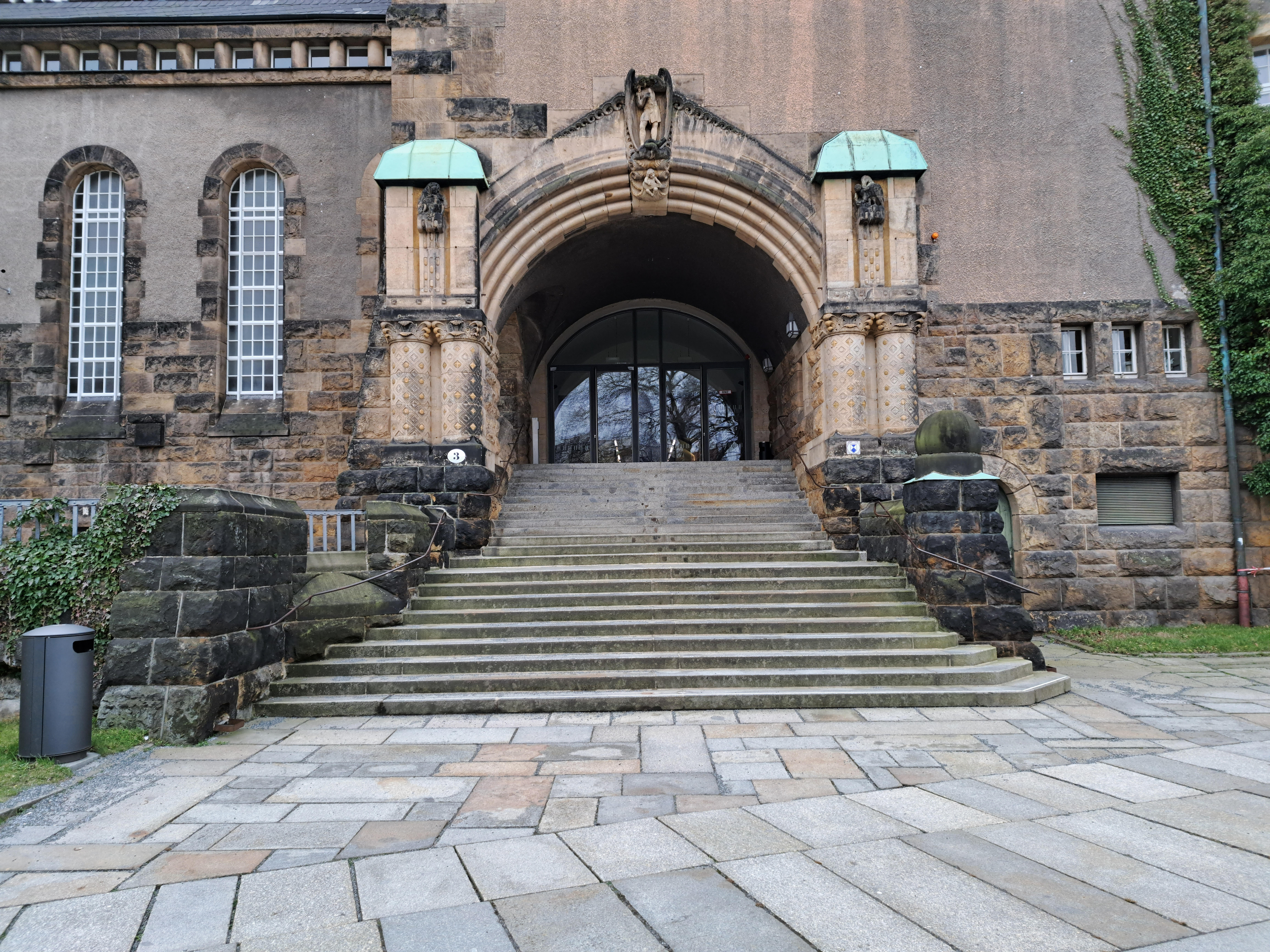
Landgericht am Münchner Platz, Hauptportal (2023)

Landgericht am Münchner Platz, Reliefs an der Fassade: Verbrechen, Geständnis, Urteil und Sühne (v. l. n. r., 2023)

Landgericht am Münchner Platz, Fassadenfigur König Salamo (2023)

Das eigentliche Gerichtsgebäude wurde gestalterisch besonders hervorgehoben. In der Fassade des Mittelbaues befindet sich das Eingangsportal mit vorgelagerten doppelt angeordneten Halbsäulen. Aufgehend in zwei in unterschiedlicher Höhe gestalteten Giebelelementen erhebt sich ein mächtig wirkender Turmbau. Der in seiner charakteristischen Ausführung gestaltete Turm ist unverwechselbar zu einem markanten Wahrzeichen der näheren Umgebung geworden. Die Außenfassaden widerspiegeln den Nutzungszweck des Gebäudes und lassen in der Unregelmäßigkeit die sonst übliche Symmetrie außer Acht. Die Ansichten der Fassaden wurden bewusst sachlich und schlicht dargestellt. Verwendung fanden der Elbsandstein, Schlackekalkputz und eine in roten Dachpfannen ausgeführte Dacheindeckung der großflächigen steilen imposanten Dachflächen. Die Fenster- und Türgewände sind in glatter Bearbeitung ausgeführt worden.
Das Landgericht bot eine durchaus großzügige Raumaufteilung und Gestaltung. Neben der Untersuchungsrichterabteilung waren die Rechthilfeabteilungen des Amtsgerichtes und die Staats- und Rechtsanwaltschaft untergebracht. Weiterhin befanden sich in zwei Flügeln am Münchner Platz die Räume der Strafkammern und der Schöffenabteilung. Über dem Eingangsportal war das Präsidium zu finden. Im Mittelbau zwischen den beiden Freiflächen waren in drei Geschossen sieben Verhandlungssäle und im vorderen Teil der große Schwurgerichtssaal platziert. Der Schwurgerichtssaal war besonders ehrenhaft und weihevoll gestaltet, der für die Presse und das Publikum in weiß gehaltenen mit Basilika ähnlichen Rundbogenfenster umgebenden tribünenhaften Teil war ohne ornamentartigen Schmuck und entsprach durchaus der Reformbewegung.
Die Zeugen und die Sachverständigen gelangten über Vorräume in den Zeugenraum und konnten von da aus zu den Verhandlungen geführt werden. In unmittelbarer Nähe befanden sich die Wegsteckzellen der Angeklagten, erreichbar über besondere Aufzüge. Die Schöffen und Gerichtsbeamten wiederum gelangten von vorn in die Verhandlungssäle. Durch die unterschiedlichen Zugangsmöglichkeiten wurden jegliche unerwünschten Begegnungsmöglichkeiten ausgeschlossen, d. h., das weder das Publikum, die Gerichtsbeamten noch die Angeklagten sich begegnen konnten.
Weiterhin enthielt das Landgerichtsgebäude über 130 Büroräume und Arbeitszimmer, 35 Wartezimmer sowie 10 Diener- und Anmeldezimmer. Die Nutzung des Justizgebäudekomplexes erfolgte in den Anfangsjahren durch die Reformbewegung hervor gebrachten neuen Geistes. Das bedeutete nicht nur Verbesserung der hygienischen Bedingungen, sondern auch der Menschlichkeit im Umgang mit den Beschuldigten, Angeklagten und den Verurteilten.
In den 1930er Jahren änderte sich dies, so waren die Einzelzellen in den nachfolgenden Jahren meist doppelt oder auch mehr belegt, also überbelegt, und erlangten damit einen unrühmlichen Ruf. Höhepunkt der Unmenschlichkeit war das Fallbeil der nationalsozialistischen Henker im Namen des Volksgerichtshofes. In der Zeit von 1939 bis 1945 verloren über 1000 Menschen, verurteilt von Sondergerichten, hier ihr Leben. Dieser Missstand setzte sich nach dem Ende des Krieges unter den stalinistischen und kommunistischen Behörden fort, zunächst als Militärgefängnis der Roten Armee. In der Zeit von 1952 bis 1956 befand sich im Landgerichtsgebäude die zentrale Hinrichtungsstätte der DDR-Justiz.

### Künstlerische Gestaltung

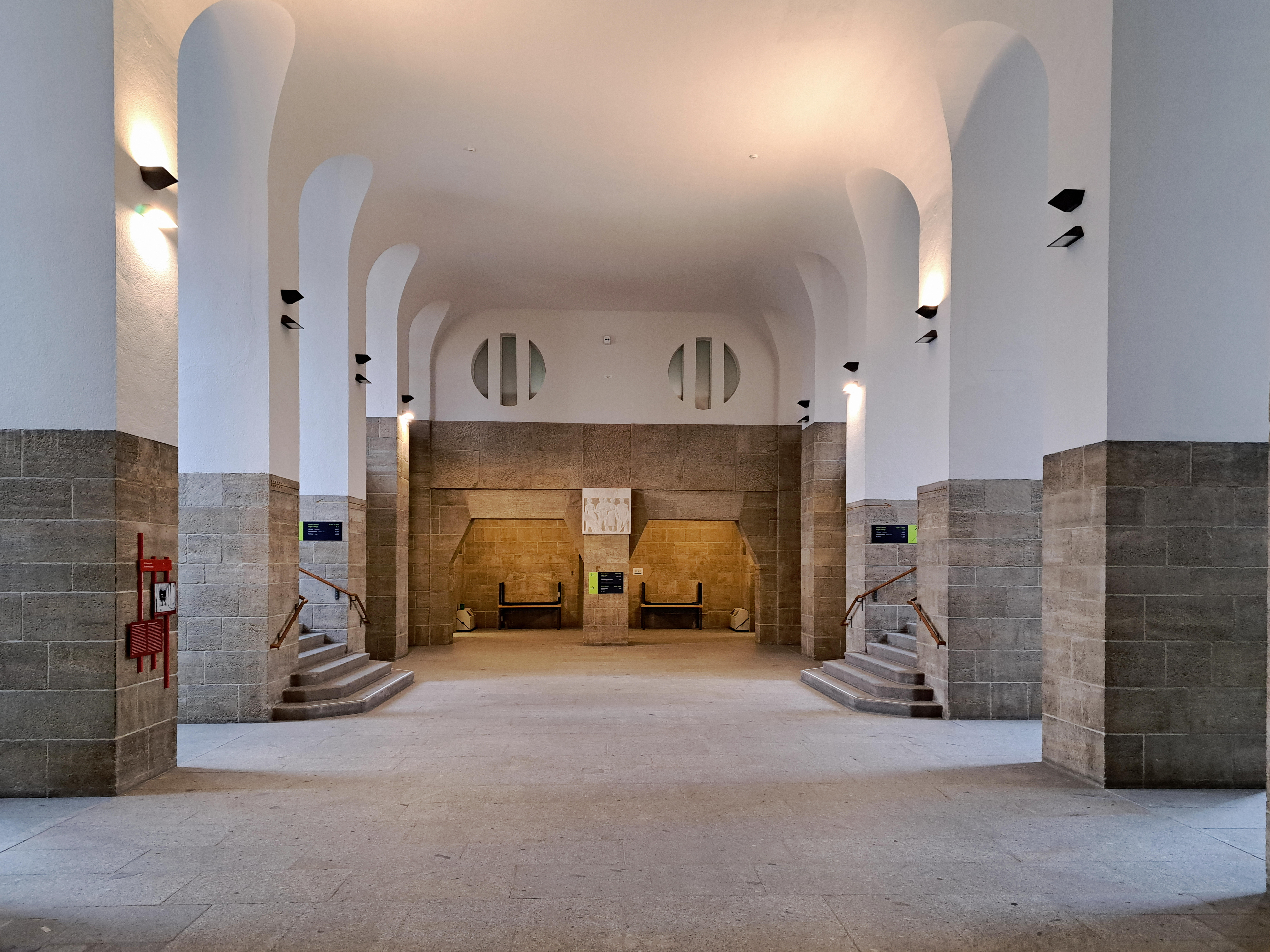
Landgericht am Münchner Platz, Eingangshalle

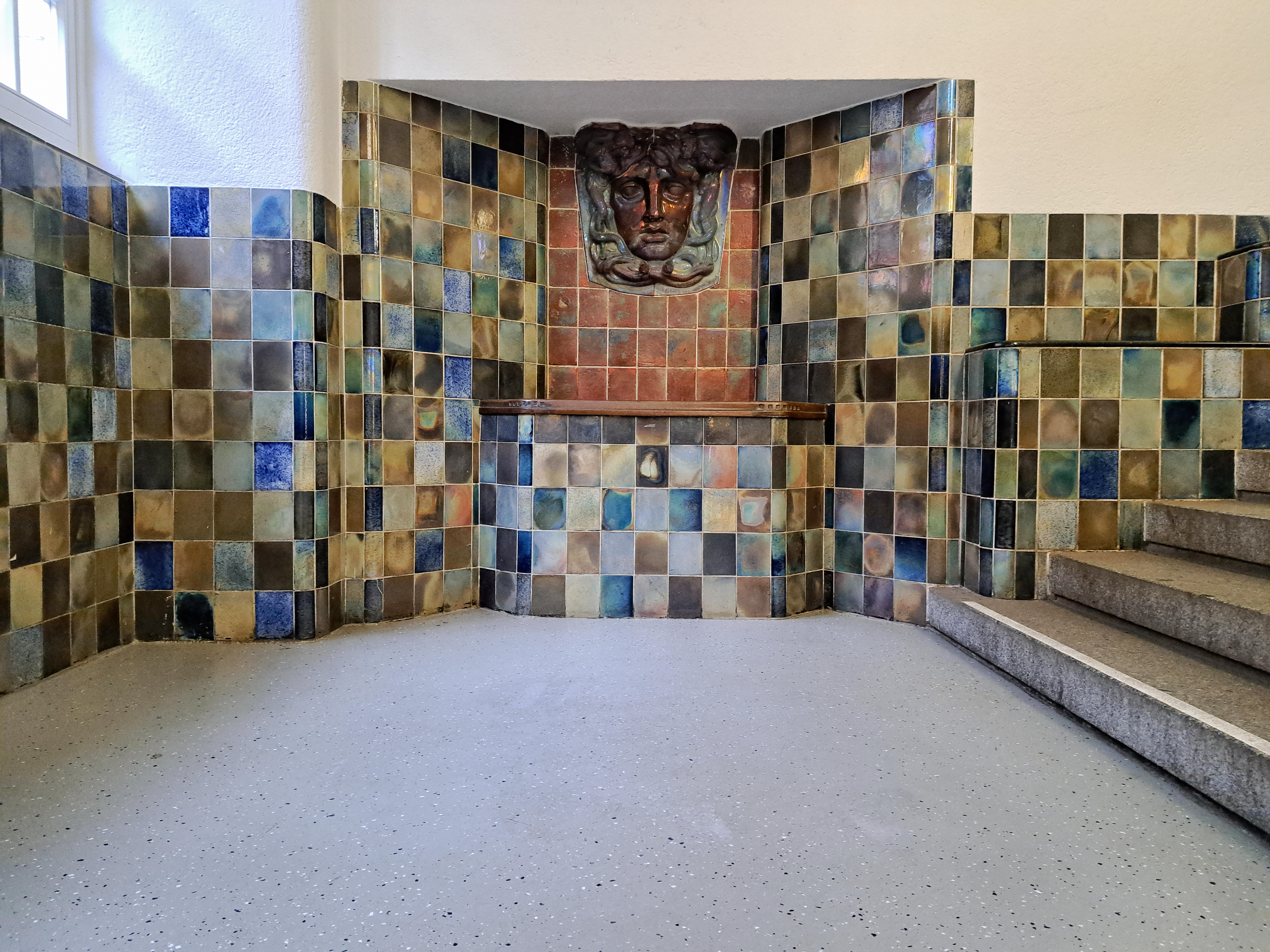
Landgericht am Münchner Platz, Treppenhaus mit Brunnen

Durch das Fehlen stilistischer und architektonischer Elemente entschloss sich Kramer, diese durch gekonnte bildhauerische Darstellungen auszugleichen. Für seine Ideen und Visionen fand er den erfahrenen Dresdner Bildhauer und Professor an der Kunstgewerbeschule Dresden Ernst Hottenroth. Seine Statuen und Reliefs wurden sehr überlegt und entsprechend den Funktionen des Gebäudes gestaltet und angeordnet, wie das Eingangsportal, der Schwurgerichtssaal, die Räumlichkeiten der Gerichtspräsidenten, der Oberstaatsanwaltschaft sowie den Gefängniskirchenraum, welcher sich im Verwaltungsgebäude befand.
Am Eingangsportal befinden sich zwei Löwendarstellungen über dem Schlussstein wird der Heilige Georg und der im Kampf befindliche Drachen dargestellt. Unterhalb davon spielt ein Knabe mit einer Laute. Am Gebäude selbst befinden sich mehrere gemeißelte Sprüche, wie Nichts ist so fein gesponnen daß es nicht kam zur Sonnen. Links vom Mittelteil des Hauptgebäudes kann man lesen Gerechtigkeit erhöht ein Volk, weiterhin ist lesbar Ich wahre das Recht und Ich wehre dem Unrecht. Auf der linken Seite hebt eine Frauenskulptur ein Kind empor. Seitlich ist der König Salamo platziert. Darunter sind zwei Frauen, welche sich um ein Kind streiten als Relief gestaltet. Über dem Eingangsportal befand sich die Inschrift Königliches Landgericht, die 1919 entfernt wurde.
Die Fassade am Schwurgerichtssaal ist zwischen den Rundbogenfenstern mit den Reliefs Verbrechen, Geständnis, Urteil und Sühne geschmückt. Am Verwaltungsgebäude befindet sich in Höhe des Obergeschosses ein Eckrelief, den gegeißelten Christus darstellend. Das ist der Hinweis auf die Gefängnisanstaltskirche. Unter dem Relief ist der Spruch Sehet, welch ein Mensch. Weiterhin befindet sich noch das Relief des weinenden Petrus sowie der krähende Hahn am Giebelaufsatz am Gebäude. Die Gefängniskirche mit dem Betsaal wurde von evangelischen als auch von katholischen Geistlichen für die Gefangenenseelsorge genutzt.
Nach 1945 entfernte man die zwischenzeitlich angebrachten nazistischen Symbole und ersetzte diese durch neue demokratisch wirkende Kunstwerke. Für die Eingangshalle schuf der Dresdner Bildhauer Wilhelm Landgraf ein Justizrelief, welches vorgelagert auf einem Sockel mit einem Relief von Arnd Wittig gestaltet platziert war. Im Jahr 1959 wurde es beim Umbau entfernt und ist dabei zerbrochen und zerstört worden.

## Zeit nach 1945
Die Geschichte der Zeit von 1945 bis 1957, dem Zeitpunkt der Übergabe an die TH Dresden wurde in der DDR geschichtlich ausgeklammert und erst nach 1990 der Öffentlichkeit umfänglich bekannt. Sie ist auch noch nicht vollständig aufgearbeitet, die Forschungen dazu dauern noch an.

### Trümmerberäumung

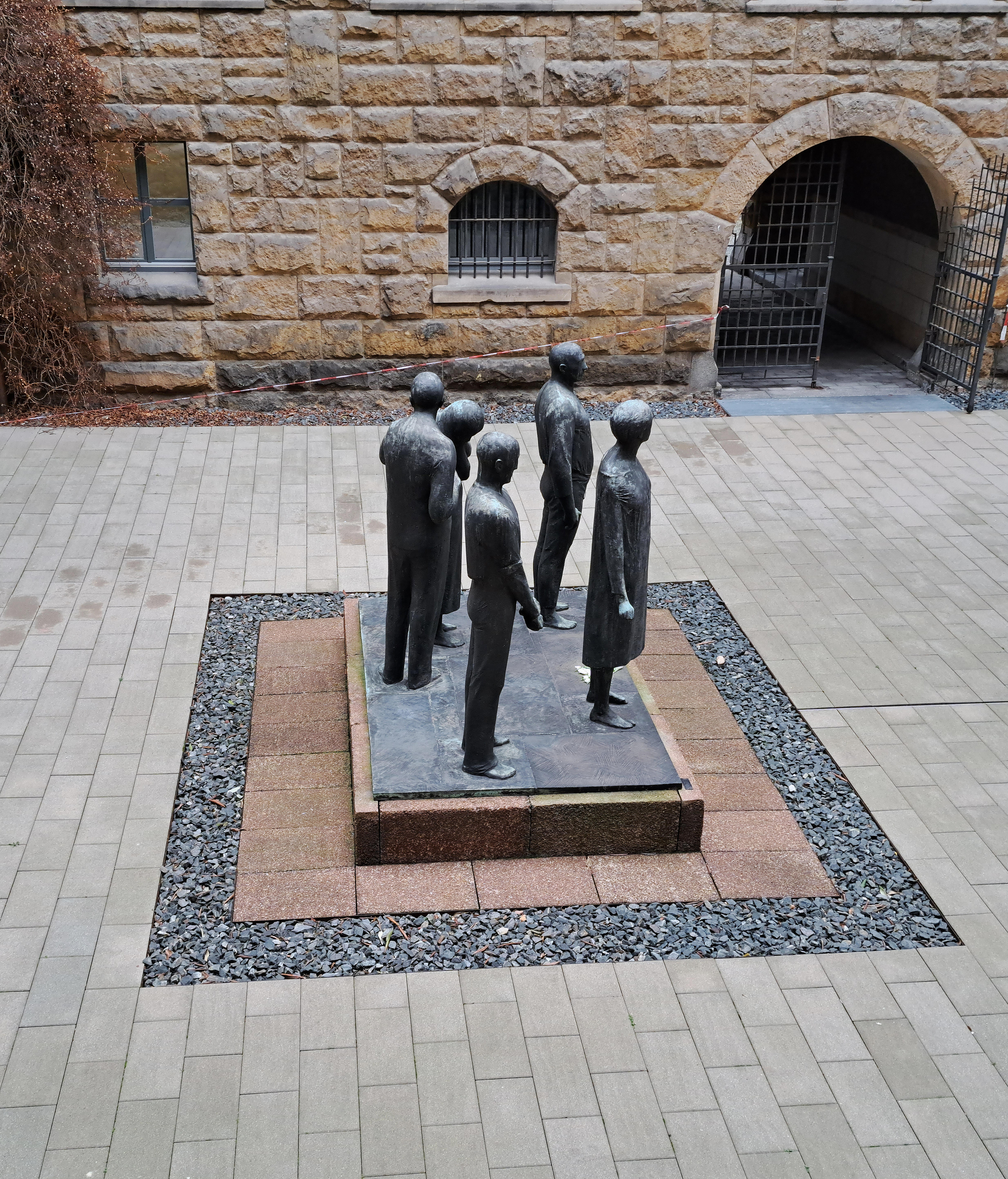
Gruppenplastik von Arnd Wittig (1959) im Hof der ehemaligen Hinrichtungsstätte (2023)

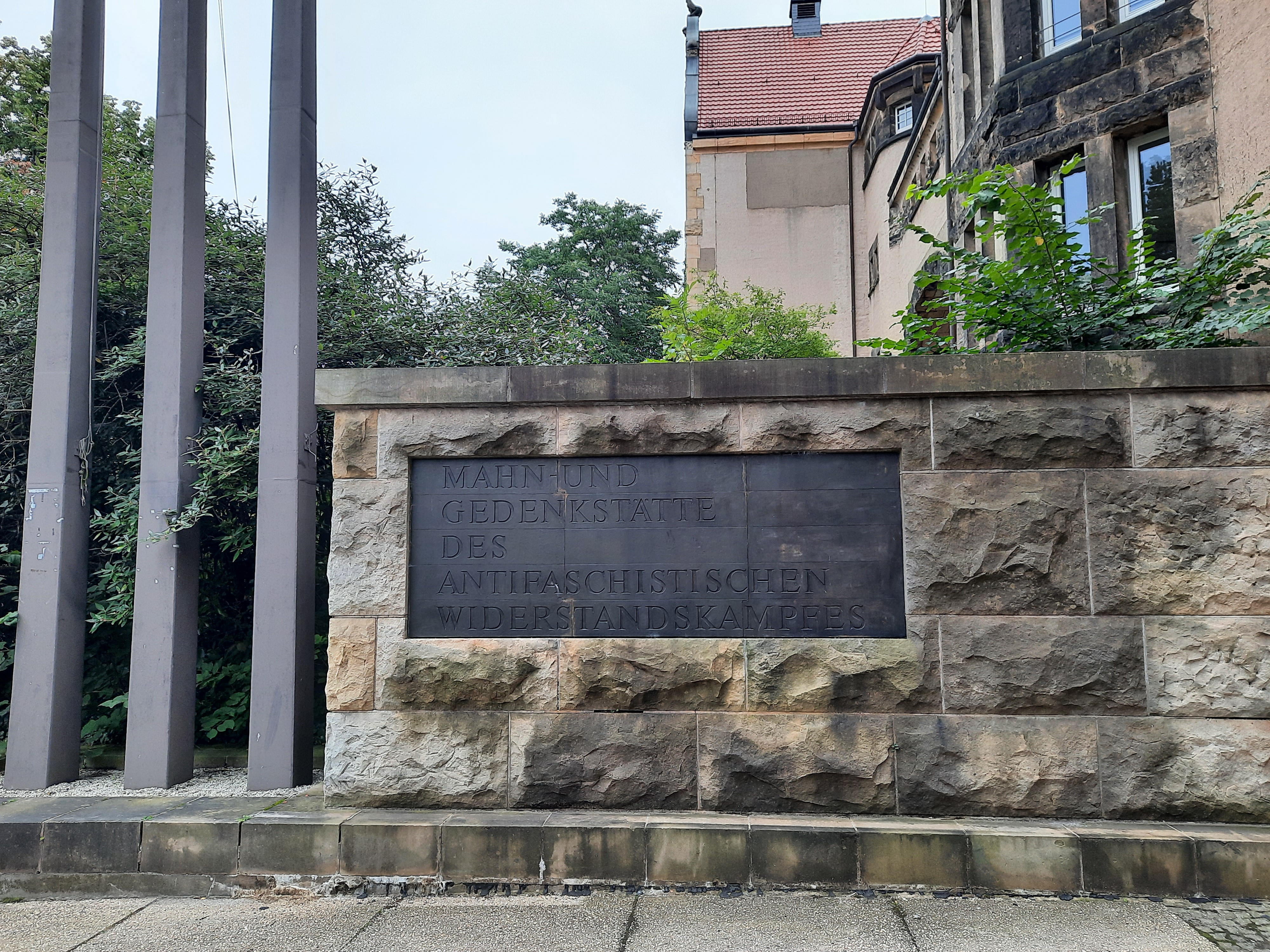
Gedenktafel (2023)

Während der Luftangriffe auf Dresden im Februar 1945 wurde die Südvorstadt zu 80 % zerstört oder beschädigt. Um den Münchner Platz wurden einzelne Gebäude total zerstört und die weitere Bebauung teilweise schwer beschädigt. Bei mehreren weiteren Angriffen wurden die bereits eingetretenen Schäden noch verschlimmert. Am Gerichtsgebäudekomplex wurden die Dächer und Fenster stark in Mitleidenschaft gezogen, sie wurden bis 1948 erneuert. Die nachfolgenden Angriffe auf Dresden ab dem 15.Februar 1945 brachten die großflächige Zerstörung der Umgebung. Dabei wurden das Maschinenhaus und das Wirtschaftsgebäude völlig zerstört und später nicht wieder aufgebaut. Am Untersuchungsgefängnisgebäude wurden und drei der vier Flügel erheblich getroffen und teilzerstört. Somit konnte nur ein Gebäudeflügel bis zur Instandsetzung genutzt werden. Dabei kamen mindestens 5 Häftlinge ums Leben. Ungefähr 150 Gefangene konnten fliehen, die meisten allerdings wurden aufgegriffen und in andere Anstalten verlegt. Da eine sichere Unterbringung der Häftlinge nicht mehr sichergestellt werden konnte, wurde die Gefangenen in andere Gefängnisse um Dresden verlegt. Im erhalten gebliebenen Nordflügel wurden die gehunfähigen Gefangenen untergebracht. Auch der Gebäudeflügel A erhielt Bombentreffer und zerstörte dabei mehrere Verhandlungssäle.
Nach 1945 erfolgten Trümmerberäumungsarbeiten und eine notdürftige Instandsetzung der beschädigten Gebäudeteile. In der Zeit von 1951 bis 1952 erfolgten die eigentliche Enttrümmerung des Kesselhauses und des Wirtschaftsgebäudes über die Münchner Straße, Münchner Platz mit der Trümmerbahn T4 beziehungsweise mit Pferdefuhrwerken oder LKW über die Nöthnitzer Straße zur Kippe Lehmgrube Plauen. Verwendbares Baumaterial wurde vor Ort geborgen und gelagert.

### 1945–1950: Zentralgefängnis des operativen Sektors der Sowjetischen Militäradministration des Landes Sachsen
Unmittelbar nach deren Einmarsch in Dresden beschlagnahmte die Rote Armee den gesamten teilzerstörten Komplex und wurde Militärgefängnis und Militärtribunal der Roten Armee. Gleichwohl fanden hier auch Gerichtsprozesse der Justiz der damaligen Sowjetischen Besatzungszone unter ausschließlich deutscher Verantwortung statt, wie z. B. der Dresdner Euthanasieprozess 1947.

### 1950–1956: Gericht der DDR-Justiz und Zentrale Hinrichtungsstätte
1950 wurde der Komplex der DDR-Justiz übergeben. 1952 bis 1956 befand sich hier die Zentrale Hinrichtungsstätte der DDR-Justiz. Bis Frühjahr 1952 fanden die Hinrichtungen am alten Platz wie vor 1945 statt, ab Sommer 1952 erfolgten die Hinrichtungen am Tillich-Bau als zentrale Hinrichtungsstätte der DDR bis zum Dezember 1956. Im Jahr 1952 wurde zeitgleich die Gefangenenseelsorge, die bis dahin aufopferungsvoll von Pater Franz Bänsch aufrechterhalten wurde, durch die DDR-Justiz untersagt.

### Ab 1957: Übergabe an die Technische Hochschule Dresden
Die Übergabe an die TU Dresden erfolgte am 1. Juli 1957, das Datum des Übergabeprotokoll wurde rückdatiert. Die vollständige Übernahme erfolgte im Jahr 1958. Somit konnte der eigentliche Wiederaufbau des (ehemaligen) Untersuchungsgefängnisses beginnen und endete nach 1960. Während der kreuzförmige Grundriss und auch die innere Struktur des ehemaligen Untersuchungsgefängnisses erhalten blieben, wurden die ehemaligen Zellengrundrisse zweckmäßig zusammengelegt, um Arbeitsräume zu schaffen. Die äußere Architektur des Gefängnisses wurde dabei nicht wiederhergestellt, lediglich ein einfacher Rauputz wurde aufgebracht. Dabei wurden beim Umbau und Wiederaufbau die neuen Erfordernisse und Erkenntnisse für Lehre und Forschung durch die Architekten Georg Münter und G. Matthes umgesetzt. So entstanden 10 neue Hörsäle, 18 Übungssäle, über 60 Seminarräume und einige hundert Arbeitsräume für TU-Mitarbeiter. Außerdem entstand eine Gedenkstätte durch den verantwortlichen Gestalter Werner Scheffel mit einer Bronzegruppenplastik vom Dresdner Bildhauer Arnd Wittig.
Das Gebäude wurde nach Georg Schumann benannt, einem Widerstandskämpfer, der am 11. Februar 1945 im Innenhof des Gebäudes hingerichtet wurde.